# Heterospathe annectens
Heterospathe annectens är en enhjärtbladig växtart som beskrevs av Harold Emery Moore. Heterospathe annectens ingår i släktet Heterospathe och familjen Arecaceae. Inga underarter finns listade i Catalogue of Life.